# Prionopterina modesta
Prionopterina modesta är en fjärilsart som beskrevs av Turner 1936. Prionopterina modesta ingår i släktet Prionopterina och familjen nattflyn. Inga underarter finns listade i Catalogue of Life.